# Ana Estefanía Lago
Ana Estefanía Lago Serna (Monterrey, Nuevo León, México, 25 de septiembre de 1995), es una gimnasta mexicana. Es la primera mujer mexicana en ganar una medalla de oro (2011) en los Juegos Panamericanos en  gimnasia artística.

## Trayectoria

### Juegos Centroamericanos y del Caribe
Ana Lago obtuvo dos medallas en los Juegos Centroamericanos y del Caribe de Mayagüez 2010, una medalla de plata en la categoría de suelo femenino y una medalla de oro en la categoría por equipos femenino. Ana logró también la medalla de plata para México en los Juegos Centroamericanos Veracruz 2014, dentro de la final de viga de equilibrio. En los Juegos Centroamericanos y del Caribe Veracruz 2014 la gimnasia artística por equipos femenil obtuvo oro para México y dentro del equipo nacional colaboró Ana Estefanía Lago.

### Juegos Panamericanos
En los Juegos Panamericanos de Guadalajara 2011 obtuvo una medalla de oro en la categoría de suelo femenino y una medalla de bronce en la categoría por equipos femenino.

### Exatlón México
Ana Lago participó en el reality show llamado Exatlón México (2017-2018) una competencia deportiva que duró cinco meses y en la cual participó para el equipo Famosos, quedando en 3.er y 4.° lugar compartido con el también gimnasta Daniel Corral, quien fue compañero de Ana Lago a lo largo de la competencia. Fue derrotada en la final femenina por Macky González, obteniendo el 3.er lugar.